# Chiyodagata
Das Kanonenboot Chiyodagata (jap. 千代田形) gehörte zur Marine des Tokugawa-Shogunates und war das erste in Japan gebaute Dampfschiff. Es wurde am 7. Mai 1861 auf Kiel gelegt und am 2. Juli 1863 von dem Schiffbauer und späteren Industriekonzern Ishikawajima fertiggestellt.
Es beteiligte sich am Boshin-Krieg auf der Seite der dem Shōgun treuen Truppen gegen die neu aufgestellte Kaiserlich Japanische Marine. Im Mai 1868 konnten kaiserliche Truppen die Chiyodagata erobern, doch kam das Schiff am 4. Oktober 1868 wieder unter die Kontrolle des Shogunats. Es wurde während der Seeschlacht von Hakodate am 4. Mai 1869 erneut von der Kaiserlichen Marine übernommen, nachdem es gestrandet und aufgegeben wurde. Danach wurde es in die Kaiserliche Marine eingegliedert, jedoch bereits im Juni 1869 außer Dienst gestellt. Im Januar 1888 wurde das Schiff an ein Walfangunternehmen verkauft und 1911 schließlich abgewrackt.